# Манхэттенская декларация
«Манхэ́ттенская деклара́ция: призыв к христианской совести» (англ. The Manhattan Declaration: A Call of Christian Conscience) — декларация, выпущенная 20 ноября 2009 года группой американских христиан разных деноминаций и получившая широкую поддержку и общественный резонанс. Основная цель декларации заключается в защите «основополагающих истин общественного блага и справедливости», которые «всё больше подвергаются нападкам со стороны влиятельных сил в нашем обществе», как то: неприкосновенность человеческой жизни, достоинство брака как супружеского союза мужа и жены, свобода совести и свобода вероисповедания.
Декларация была размещена в интернете на веб-сайте http://manhattandeclaration.org/. За 10 лет (на ноябрь 2019 года) декларацию подписали более 550 тысяч человек.

## История
Первый вариант декларации был представлен на собрании представителей различных христианских конфессий — православных, католиков, англикан и евангелистов — в нью-йоркском районе Манхэттен 28 сентября 2009 года. Предварительный текст составили три человека — профессор Роберт Джордж из Принстонского университета, профессор Тимоти Джордж из Сэмфордского университета и Чак Колсон, глава Центра христианского мировоззрения в Виргинии, — однако затем он дорабатывался при участии других участников собрания.
Изначально декларацию подписали более ста человек, главным образом священнослужителей и руководителей различных христианских организаций. Среди них были епископы и кардиналы, например, предстоятель Православной Церкви в Америке митрополит Иона и кардинал Джастин Фрэнсис Ригали.
20 ноября 2009 года текст был обнародован на пресс-конференции в Национальном клубе прессы (National Press Club) в Вашингтоне, а затем размещён в интернете на специальном сайте, где декларацию могли подписать все, кто согласен с её положениями. (На сайте имеется английская и немецкая версии декларации.)
В первую неделю после опубликования декларацию подписало более 150 тыс. чел.
Всем подписавшим декларацию её авторы предлагают в качестве следующих шагов способствовать её распространению (в том числе посредством социальных сетей) и широкому общественному обсуждению.

## Основные положения
Декларация состоит из преамбулы и основной части, содержащей три раздела: «Жизнь», «Брак» и «Религиозная свобода». Каждый из трёх разделов предваряется цитатами из Библии, на которых основывается христианское понимание соответствующей области.
Авторы выражают обеспокоенность тем, что в США, а также во всём мире в целом:
- «жизни нерожденных, инвалидов и пожилых находятся под угрозой»;
- «институт брака, уже поколебленный распущенностью, неверностью и разводами, рискует быть пересмотренным и приспособленным под популярные идеологии»;
- «свобода религии и свобода совести находятся в серьёзной опасности со стороны тех, кто может использовать инструменты принуждения, чтобы заставить верующих пойти на компромисс со своими самыми твёрдыми убеждениями».

В противовес этим тенденциям, в декларации провозглашается:
- «глубокое, прирождённое, и равное достоинство каждого человека как творения, созданного по образу Божию, обладающего неотъемлемыми правами на равное достоинство и жизнь»;
- «брак как супружеский союз мужчины и женщины, назначенный Богом от сотворения, и исторически понимаемый верующими и неверующими как основной общественный институт»;
- «религиозная свобода, которая имеет своё основание в Личности Бога, примере Христа, и прирождённой свободе и достоинстве людей, созданных по божественному образу».

### Преамбула
Христиане на протяжении двух тысячелетий, следуя Слову Божию, способствовали поиску справедливости в обществе, противостоянию тирании, состраданию к бедным, угнетаемым и страдающим. И в сложившихся сегодня условиях они также призваны свидетельствовать о Благой вести, защитить неотъемлемое достоинство человека и встать на защиту общего блага.

### Жизнь
В правительстве США преобладает проабортная идеология и стремление сделать аборты законными на любой стадии эмбрионального развития. Это одно из проявлений распространившейся в обществе «культуры смерти», которая обесценивает жизнь на всех стадиях и утверждает, что несовершенные, незрелые или неудобные жизни можно забраковать (это относится и к использованию эмбриональных стволовых клеток, и к клонированию с целью получения органов и тканей, и к эвтаназии). Христиане не приемлют подобного отношения ни в каком виде, считая его искажением, проистекающим из потери чувства достоинства человека и неприкосновенности человеческой жизни: «Мы следуем последовательной этике любви и жизни для всех людей при любых обстоятельствах».

### Брак
В современном обществе происходит разрушение культуры брака, что проявляется в увеличении числа внебрачных детей, широким распространением внебрачного сожительства и высоким процентом разводов. Ещё один признак разрушения этой культуры — попытки пересмотреть понятие брака для признания однополых и полигамных отношений. Христиане призывают уважать тех, кто расположен к гомосексуальному и полигамному поведению, и воздержаться от презрительного осуждения их. Однако это не отменяет неприятия такого поведения и расценивания его как греха. Следует работать в направлении того, чтобы сохранить юридическое определение брака как союза одного мужчины и одной женщины и восстановить культуру брака.

### Религиозная свобода
Никто не должен быть принуждён исповедовать любую религию против желания, и при этом верующим нельзя запретить поклоняться Богу согласно тому, как диктует это им их совесть, или свободно и публично выражать религиозные суждения. Однако сейчас нередки случаи, когда религиозные учреждения, фирмы и поставщики услуг различных видов принуждаются к выполнению действий, которые являются безнравственными или приводят к банкротству: врачей вынуждают делать аборты, приюты вынуждают отдавать детей на усыновление в однополые семьи, духовенство преследуют за проповедь библейских принципов против гомосексуализма. Однако всё это угрожает общему благосостоянию и культуре свободы и может привести к деспотизму.
В заключение отмечается, что авторы декларации признают обязанность выполнять законы до тех пор, пока законы не становятся несправедливыми или не требуют делать что-либо несправедливое или безнравственное с точки зрения христианской этики. В этом случае следует оставить за собой право на гражданское неповиновение:
...мы не согласимся ни с одним указом, который обяжет наши организации участвовать в абортах, расщеплении эмбриона, ассистировании при самоубийстве и эвтаназии или чем-то, что угрожает жизни, и не подчинимся закону, требующему благословить безнравственные сексуальные товарищества, рассматривать их как браки или эквивалент, или отступим от провозглашения правды в нашем понимании, об этике и безнравственности, браке и семье.

## Реакция общественности
Согласно проведённым в России опросам, священнослужители в целом выразили согласие с положениями «Манхэттенской декларации» и заявили, что не следует исполнять те государственные законы, которые входят в прямое противоречие с требованиями веры, и что в этом случае верующие оставляют за собой право на гражданское неповиновение. Напротив, российские парламентарии однозначно высказались против «правового нигилизма» в любой его форме и единственным допустимым способом влияния на законодательство назвали разработку новых, более совершенных законов.

## Отзывы
- Протоиерей Максим Козлов, настоятель храма Мученицы Татианы при МГУ[8]:

Я с большой радостью воспринял эту новость. Такое впечатление, что американские христиане в своей декларации повторяют то, что было заявлено в Основах социальной концепции РПЦ, где прямо говорится о возможности мирного гражданского неповиновения, если требования государства идут против христианской совести и морали.
- Священник Владимир Вигилянский, руководитель пресс-службы Патриарха Московского и всея Руси[8]:

В Основах социальной концепции, принятых нашей Церковью, есть пункт, который предполагает акции неповиновения законам государства, если они противоречат христианским заповедям. Принятая американскими христианами декларация вполне соответствует данному пункту в Социальной концепции нашей Церкви.
- Любовь Слиска, заместитель председателя Государственной Думы[9]:

Мне кажется, что это очередная пиар-акция, которая нацелена на привлечение внимания. Таких акций в демократическом обществе достаточно много, и они происходят постоянно, поэтому это нормальное явление... Независимо от регалий и от статуса люди должны понимать, что нельзя нарушать закон.
- Андрей Десницкий, учёный-библеист (Институт перевода Библии)[10]:

Важно, что в данном случае христиане разных конфессий сумели, не забывая о различиях между ними, назвать общие для всех них ценности и объединиться в защите этих ценностей. Да, конечно, вопросы о примате папы или о соотношении Писания и Предания очень важны, и было бы лицемерием делать вид, что они нас не разделяют. Но когда мы сталкиваемся с какой-то совершенно иной системой ценностей, для которой и Писание, и Предание — пустой звук, мы должны сказать о том главном, что нас объединяет. Мы можем напомнить об этом обществу безудержного потребления, в котором права человека начинают трактоваться как навязанный всем произвол чьего-то частного хотения.